# Aechmea tonduzii
Aechmea tonduzii là một loài thực vật có hoa trong họ Bromeliaceae. Loài này được Mez & Pittier mô tả khoa học đầu tiên năm 1903.